# 아돌프 히틀러의 죽음에 대한 음모론

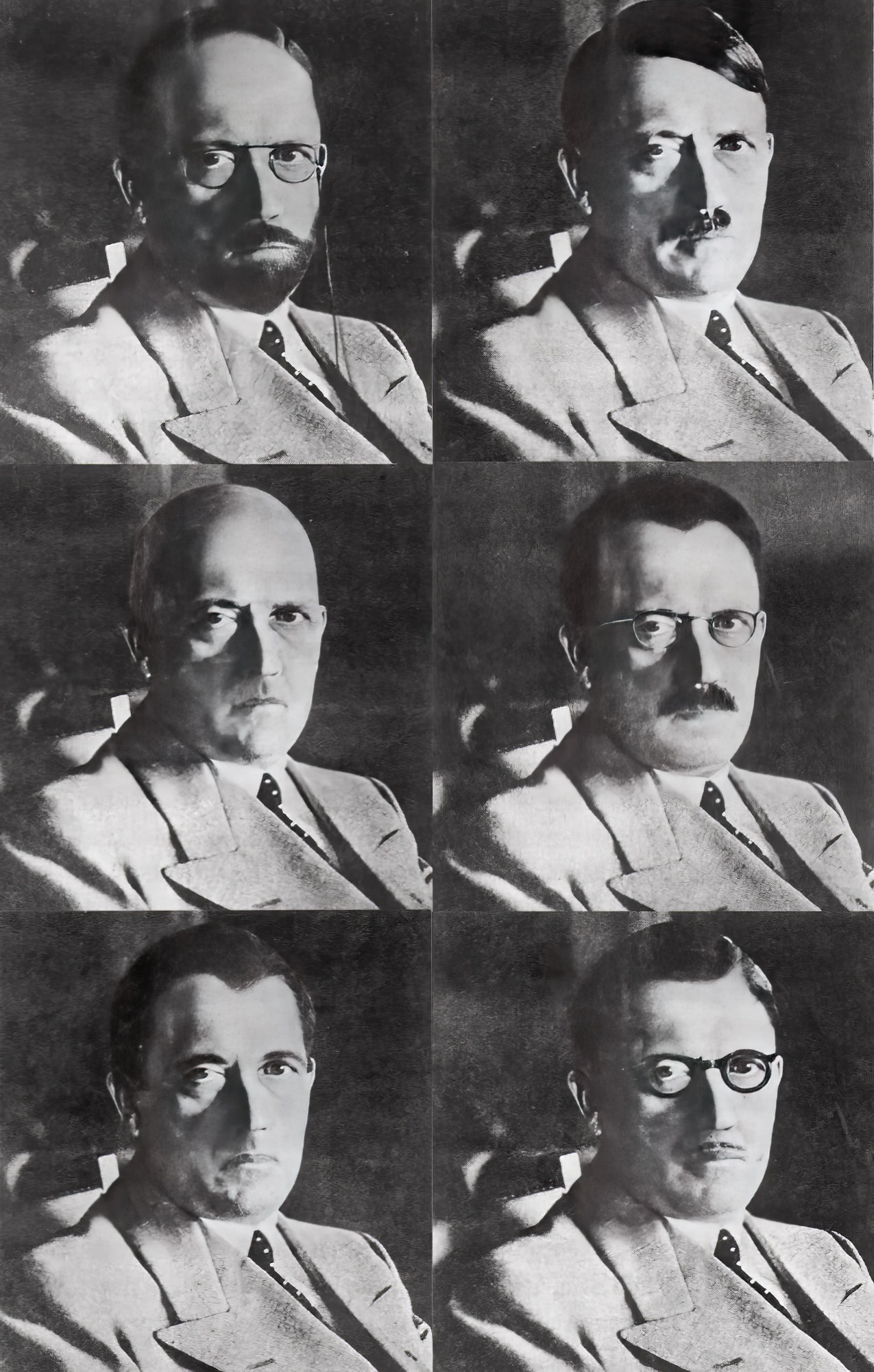
1944년 미국 비밀경호국은 히틀러가 체포를 피하기 위해 할 수 있는 자신의 외모 변장의 여러 방법을 고안했다.

1933년부터 1945년까지 나치 독일의 총통이자 독재자였던 아돌프 히틀러의 죽음에 대한 비주류 이론과 음모론은 히틀러가 1945년 4월 30일 퓌러엄폐호에서 총으로 자살했다는 주류 이론과 부딪힌다. 주로 소비에트 연방의 역정보 유포에서 비롯된 이러한 음모론의 대부분은 히틀러와 그의 아내 에바 브라운이 살아남아 탈출했다고 주장하며, 일반적으로 베를린 떠나 남아메리카로 도주했다고 주장한다.
전후 연방수사국(FBI)과 중앙정보국(CIA)은 관련 보고서와 사진으로 추정되는 자료를 조사했지만 진위 여부를 판단하지 않았다. 21세기에 이르러 이러한 자료들의 기밀이 해제되는 동시에 소비에트 연방 기록 보관소에 보관되어 히틀러의 것으로 추정되던 두개골이 사실은 여성의 두개골이었다는 사실이 밝혀지며 음모론에 힘을 실어주었다.
이러한 음모론은 대중 문화에 어느 정도 영향을 미쳤지만, 역사학자들과 과학자들은 히틀러의 확인된 유일한 신체 부분인 아래턱뼈가 포함된 치아 유해와 일부 목격자들의 확실한 증거들로 인해 이러한 음모론이 반증된다고 여긴다.

## 참고 문헌
- Beschloss, Michael (December 2002). “Dividing the Spoils”. 《Smithsonian Magazine》. 2018년 9월 14일에 확인함.
- Bezymenski, Lev (1968). 《The Death of Adolf Hitler》 1판. New York: Harcourt, Brace & World.
- Brisard, Jean-Christophe; Parshina, Lana (2018). 《The Death of Hitler》. Da Capo Press. ISBN 978-0306922589.
- Charlier, Philippe; Weil, Raphael; Rainsard, P.; Poupon, Joël; Brisard, J.C. (2018년 5월 1일). “The remains of Adolf Hitler: A biomedical analysis and definitive identification”. 《European Journal of Internal Medicine》 54: e10–e12. doi:10.1016/j.ejim.2018.05.014. PMID 29779904. S2CID 29159362.
- Daly-Groves, Luke (2019). 《Hitler's Death: The Case Against Conspiracy》. Oxford, UK: Osprey. ISBN 978-1-4728-3454-6.
- de Boer, Sjoerd (2022). 《The Hitler Myths: Exposing the Truth Behind the Stories about the Führer》. Frontline Books. ISBN 978-1-39901-905-7.
- Eberle, Henrik; Uhl, Matthias, 편집. (2005). 《The Hitler Book: The Secret Dossier Prepared for Stalin from the Interrogations of Hitler's Personal Aides》. New York: Public Affairs. ISBN 978-1-58648-366-1.
- Evans, Richard (2020). 《The Hitler Conspiracies》. London: Oxford University Press. ISBN 978-0190083052.
- Fest, Joachim (2004). 《Inside Hitler's Bunker: The Last Days of the Third Reich》. New York: Farrar, Straus and Giroux. ISBN 978-0-374-13577-5.
- Isachenkov, Vladimir (1993년 2월 20일). “Russians say they have bones from Hitler's skull”. 《Gadsen Times》 (영어). Associated Press. 2015년 1월 11일에 확인함.
- Joachimsthaler, Anton (1999) [1995]. 《The Last Days of Hitler: The Legends, The Evidence, The Truth》. London: Brockhampton Press. ISBN 978-1-86019-902-8.
- Kershaw, Ian (2001) [2000]. 《Hitler, 1936–1945: Nemesis》. New York: W. W. Norton & Company. ISBN 0-393-04994-9.
- Kershaw, Ian (2008). 《Hitler: A Biography》. New York: W. W. Norton & Company. ISBN 978-0-393-06757-6.
- Musmanno, Michael A. (1950). 《Ten Days to Die》 (영어). Garden City, NY: Doubleday.
- Petrova, Ada; Watson, Peter (1995). 《The Death of Hitler: The Full Story with New Evidence from Secret Russian Archives》. W.W. Norton & Company. ISBN 978-0-393-03914-6.

## 같이 읽기
- Evans, Richard J. (2020). 《The Hitler Conspiracies: The Third Reich and the Paranoid Imagination》. London: Allen Lane. ISBN 978-0241413463.